# Natter (Schiff, 1936)
Die Natter war ein ehemaliger französischer Fischkutter namens Casoar, der im Zweiten Weltkrieg von der deutschen Kriegsmarine beschlagnahmt und als Vorpostenboot und U-Jäger eingesetzt wurde.

## Geschichte

### FischkutterCasoar
Das Schiff lief 1935 vom Stapel und diente nach seiner Fertigstellung 1936 und bis in die Anfangsmonate des Zweiten Weltkriegs als Fischkutter (Fischereikennzeichen LR-3419). Das Schiff war mit 534 BRT vermessen, hatte eine Tragfähigkeit von 320 Tonnen und verdrängte 581 Tonnen.

### PatrouillenbootP 10
Anfang 1940 wurde es von der französischen Marine requiriert, zum Hilfspatrouillenboot umgerüstet, bewaffnet und mit der Bezeichnung P 10 in Dienst gestellt.

### Kriegsmarine-BeuteschiffNatter
Bei der deutschen Besetzung der französischen Atlantikküste nach dem Waffenstillstand von Compiègne fiel das Schiff in deutsche Hand und wurde von der Kriegsmarine übernommen. Zunächst war wohl an einen Einsatz als Kurzstrecken-Handelsstörer im Bereich westlicher Ärmelkanal und südenglische Küste gedacht, und das Schiff erhielt wohl auch ein 75-mm-Geschütz. Dann aber wurde das Schiff im September 1940 mit der Bezeichnung V 1604 der gerade neu gebildeten 16. Vorpostenflottille zugewiesen. Die Flottille versah Sicherungs- und Geleitdienst zunächst im Westraum, dann ab 1941 mit Stützpunkt Frederikshavn im Kattegatt und Skagerrak. V 1604 gehörte zu den fünf Booten der Flottille, die mit dem Funkmessortungsgerät FuMO 62 „HOHENTWIEL“ ausgerüstet wurden, um feindliche Flugzeuge, insbesondere auch beim Werfen von Seeminen, zu orten, was die folgende Minenräumaktion erheblich vereinfachte. Vom 31. März bis zum 2. April 1942 war V 1604 gemeinsam mit weiteren Booten der Flottille daran beteiligt, die britisch-norwegische Operation Performance zu vereiteln. Bei dieser Unternehmung versuchten zehn mit kriegswichtiger Fracht beladene norwegische Frachter und Tanker unter zu diesem Zweck an Bord befindlichen britischen Kapitänen und teilweise auch britischen Besatzungen aus schwedischer Internierung in Göteborg nach Großbritannien auszubrechen. Sechs der Schiffe wurden dabei durch Minen oder deutsche Luftwaffen- oder Marineeinheiten versenkt, zwei liefen nach Göteborg zurück und zwei schafften den Durchbruch nach Großbritannien.
Das Schiff wurde später zur 17. Vorpostenflottille in der Ostsee versetzt, wo es die Nummer V 1710 trug, und diente schließlich 1944/45 bis zum Kriegsende mit der Bezeichnung UJ 1121 als U-Boot-Jäger in der 11. U-Bootsjagdflottille.

### Nachkriegszeit
Nach dem Kriegsende wurde das Schiff an Frankreich und seine ursprünglichen Besitzer zurückgegeben und wieder unter seinem alten Namen Casoar im Fischfang eingesetzt. 1962 wurde das Schiff nach Italien verkauft und in Domina Maris umbenannt. 1970 wurde es nach Griechenland veräußert und in Zephyros VI umbenannt (IMO-Nummer 5403257). 1987 war es noch in Fahrt. Sein Verbleib seitdem ist unbekannt.